# Richard II van Normandië
Richard II van Normandië (963 of 966 - Fécamp, 23 augustus 1026), bijg. de Goede, was de oudste zoon van Richard I van Normandië en van Gunnora van Normandië.
Richard volgde zijn vader op als graaf van Normandië in 996, hij was toen nog minderjarig. Kort daarop werd het graafschap geconfronteerd met een boerenopstand. Zijn oom Rudolf van Ivry, die voor hem de macht uitoefende, sloeg de opstand neer. Hij zou de handen en voeten van de boerenleiders hebben laten afhakken. Daarna steunde Richard koning Robert II van Frankrijk tegen de hertogen van Bourgondië.
Door een dubbel huwelijk smeedde hij een stevige alliantie met hertog Godfried I van Bretagne: zijn zus trouwde met Godfried en hij trouwde met de zus van Godfried, Judith.
Vikingen gebruikten het schiereiland Cotentin als uitvalsbasis voor hun aanvallen op Engeland. In 1002 sloot Richard echter vrede met Engeland, en huwelijkte zijn zuster Emma uit aan koning Ethelred II van Engeland. In 1013 werd Ethelred verslagen door Sven Gaffelbaard en Richard bood hem, Emma en hun kinderen toevlucht in Normandië.
Nadat Boudewijn IV van Vlaanderen de Henegouwse stad Valencijn had ingenomen, maakte Richard deel uit van de coalitie onder leiding van keizer Hendrik II die Boudewijn - tevergeefs - bestreed. Hij zocht toenadering tot Odo II van Blois, aan wie hij zijn zuster Margaretha uithuwelijkte en de helft van Dreux als bruidsschat meegaf. Om het verlies van Dreux te compenseren liet hij de versterking Tillières oprichten, maar Odo II van Blois ging nog voor deze versterking afgebouwd was in de aanval.
In 1014 ontving hij Noorse en Zweedse Vikingen te Rennes en plunderde met hen de Atlantische kusten van Vlaanderen tot Spanje.
Richard organiseerde zijn graafschap en plaatste zijn eigen familie aan het hoofd van de graafschappen van Brionne, Ivry, Évreux, Mortain, Hiémois, Eu en de bisdommen Bayeux en Rouen en creëerde een aantal burggraafschappen. Hiermee had hij feitelijk een echt feodaal systeem opgezet. Een aanzienlijk aantal akten wijst ook op een functionerend administratief centrum. Richard nodigde de Italiaanse hervormer Willem van Volpiano met twaalf monniken uit om een abdij in Fécamp te stichten, waaruit snel andere abdijen werden gesticht. Richard werd begraven in de abdij van Fécamp.

## Huwelijken en kinderen
Richard trouwde in het jaar 1000 in de abdij van Mont Saint-Michel met Judith van Bretagne (982 - 16 juni 1017), een zuster van Godfried I van Bretagne. Zij kregen de volgende kinderen:
- Adelheid (1000-1038), gehuwd met Reinout I van Bourgondië
- Richard III
- Robert, vader van Willem de Veroveraar
- Eleonora, gehuwd met Boudewijn IV van Vlaanderen
- Willem, monnik in Fécamp (ovl. 1025)
- Mathilde (ovl. 1033)

Vervolgens verloofde Richard zich met Astrid, dochter van Sven Gaffelbaard, maar deze verloving werd verbroken en zij trouwde met een Deense edelman in Engeland.
In zijn tweede huwelijk trouwde Richard met Popa. Zij kregen de volgende kinderen:
- Willem van Arques (ovl. na 1054), graaf van Arques, ook graaf van Talou genoemd. Hij bouwde het kasteel van Arques-la-Bataille. Hij koos de zijde van koning Hendrik I van Frankrijk tegen, zijn neef, de minderjarige Willem de Veroveraar en was gedwongen om de rest van zijn leven in ballingschap door te brengen bij Eustaas I van Boulogne.
- Mauger (ovl. Guernsey, 1055), 1037 aartsbisschop van Rouen tot 1055 maar nooit gewijd. Afgezet door Willem de Veroveraar en verbannen naar Guernsey. Bronnen noemen verschillende redenen: steun aan zijn broer Willem, of zijn extravagante en weelderige levensstijl, of een conflict over de bloedverwantschap van Willem met zijn vrouw. Mauger stierf door verdrinking. Hij had een zoon Michel die na 1066 als edelman in Engeland wordt genoemd.

## Voorouders
| Voorouders van Robert de Duivel     | Voorouders van Robert de Duivel                        | Voorouders van Robert de Duivel                        | Voorouders van Robert de Duivel                        | Voorouders van Robert de Duivel                        | Voorouders van Robert de Duivel                        | Voorouders van Robert de Duivel                        | Voorouders van Robert de Duivel                        | Voorouders van Robert de Duivel                        |
| ----------------------------------- | ------------------------------------------------------ | ------------------------------------------------------ | ------------------------------------------------------ | ------------------------------------------------------ | ------------------------------------------------------ | ------------------------------------------------------ | ------------------------------------------------------ | ------------------------------------------------------ |
| Overgrootouders                     | Rollo (860–932) ∞ Poppa van Bayeux (870-na 919)        | Rollo (860–932) ∞ Poppa van Bayeux (870-na 919)        | ? (–) ∞ ? (-)                                          | ? (–) ∞ ? (-)                                          | ? (–) ∞ ? (-)                                          | ? (–) ∞ ? (-)                                          | ? (–) ∞ ? (-)                                          | ? (–) ∞ ? (-)                                          |
| Grootouders                         | Willem I van Normandië (907–942) ∞ Sprota (-)          | Willem I van Normandië (907–942) ∞ Sprota (-)          | Willem I van Normandië (907–942) ∞ Sprota (-)          | Willem I van Normandië (907–942) ∞ Sprota (-)          | ? (–) ∞ ? (-)                                          | ? (–) ∞ ? (-)                                          | ? (–) ∞ ? (-)                                          | ? (–) ∞ ? (-)                                          |
| Ouders                              | Richard I van Normandië (933–996) ∞ Gunnora (950-1031) | Richard I van Normandië (933–996) ∞ Gunnora (950-1031) | Richard I van Normandië (933–996) ∞ Gunnora (950-1031) | Richard I van Normandië (933–996) ∞ Gunnora (950-1031) | Richard I van Normandië (933–996) ∞ Gunnora (950-1031) | Richard I van Normandië (933–996) ∞ Gunnora (950-1031) | Richard I van Normandië (933–996) ∞ Gunnora (950-1031) | Richard I van Normandië (933–996) ∞ Gunnora (950-1031) |
| Richard II van Normandië (963–1026) |                                                        |                                                        |                                                        |                                                        |                                                        |                                                        |                                                        |                                                        |